# Gymnobathra
Gymnobathra is een geslacht van vlinders van de familie sikkelmotten (Oecophoridae), uit de onderfamilie Oecophorinae.

## Soorten
- G. aurata Philpott, 1931
- G. bryaula Meyrick, 1905
- G. caliginosa Philpott, 1927
- G. calliploca Meyrick, 1884
- G. cenchrias (Meyrick, 1909)
- G. coarctatella (Walker, 1864)
- G. flavidella (Walker, 1864)
- G. habropis Meyrick, 1888
- G. hamatella (Walker, 1864)
- G. hyetodes Meyrick, 1884
- G. inaequata Philpott, 1928
- G. levigata Philpott, 1928
- G. nigra Philpott, 1930
- G. omichleuta Meyrick, 1929
- G. omphalota Meyrick, 1888
- G. origenes Meyrick, 1936
- G. parca (Butler, 1877)
- G. philadelpha Meyrick, 1884
- G. primaria Philpott, 1928
- G. rufopunctella Hudson, 1951
- G. sarcoxantha Meyrick, 1884
- G. squamea Philpott, 1915
- G. tholodella Meyrick, 1884
- G. zephyrana Clarke, 1926